# Dracena obrzeżona
Dracena obrzeżona (Dracaena marginata Lam) – gatunek z rodziny szparagowatych pochodzący z Madagaskaru.

## Morfologia
Jest gatunkiem tworzącym pióropusz bardzo wąskich, ostro zakończonych liści. W naturalnym środowisku osiąga wysokość ponad trzech metrów, jednak w mieszkaniu rzadko przekracza dwa metry.  

## Zmienność
Znanych jest szereg odmian uprawnych, do najbardziej popularnych należą:
- 'Bicolor' – liście zielone z żółtawym obrzeżeniem,
- 'Tricolor' – liście różowo kremowo zielone,
- 'Colorama' – liście w dużym stopniu przebarwione na czerwono różowo.

## Uprawa
WymaganiaNajlepiej rośnie w temperaturze pokojowej, ok. 20-25 stopni latem, w zimie nie może spaść poniżej 13. Rośnie w ziemi uniwersalnej lub specjalnym podłożu dla jukk, dracen i palm. Roślina jest generalnie łatwa w uprawie, dobrze znosi warunki mieszkania.
PielęgnacjaWymaga latem obfitego podlewania, zwłaszcza w upały, co drugi dzień. W zimie zależne od temperatury otoczenia. Jeśli jest niższa niż 20 stopni – 1 raz w tygodniu, gdy wyższa – 2 razy w tygodniu. W bardzo ciepłe dni wskazanie jest zraszanie. Wskazane jest nawożenie raz w miesiącu, zwykłym nawozem do roślin zielonych.